# Christian Serratos

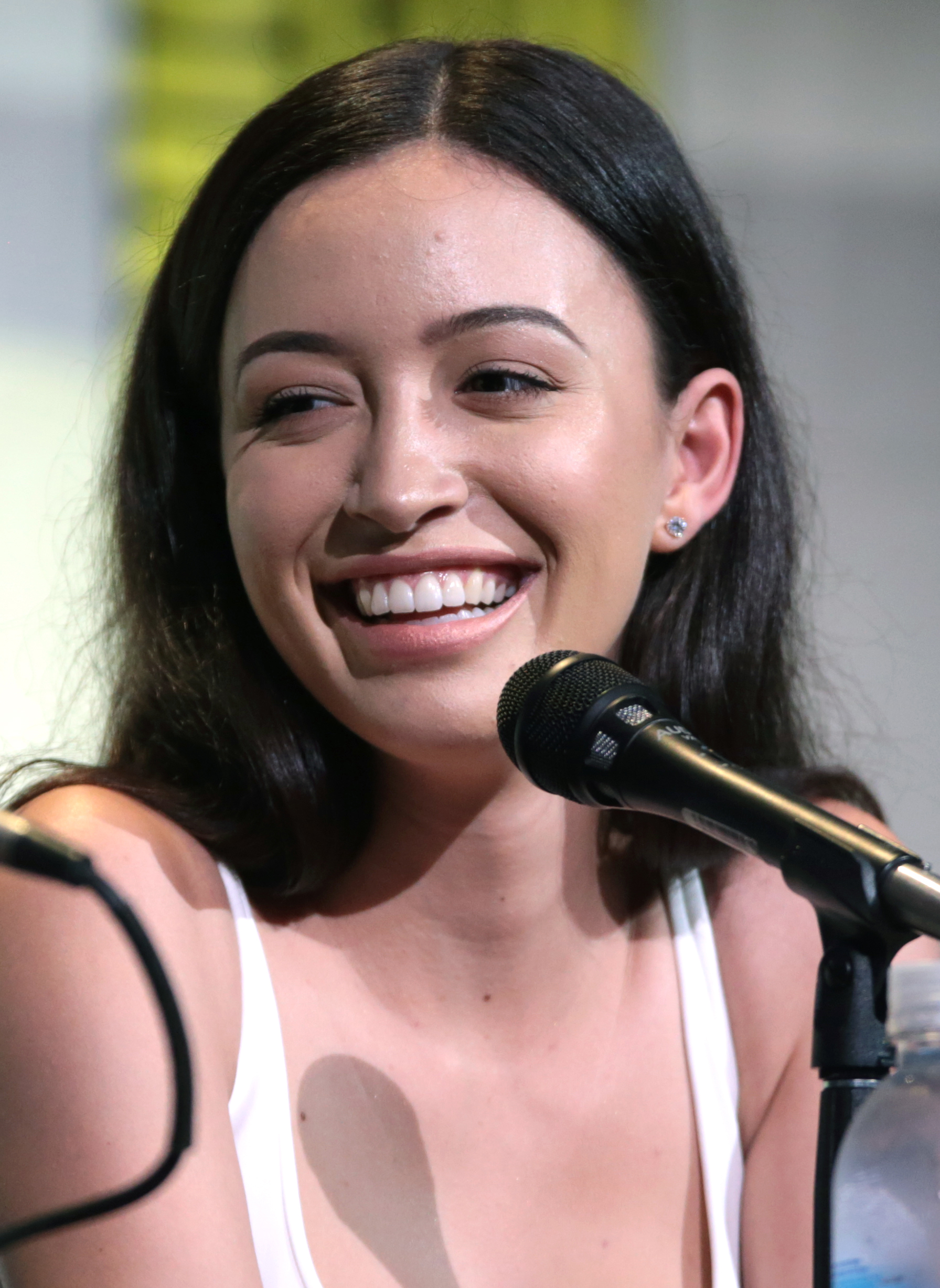
Christian Serratos auf der Comic-Con 2016

Christian Serratos, eigentlich Christian Marie Bernardi (* 21. September 1990 in Pasadena, Kalifornien), ist eine US-amerikanische Schauspielerin.

## Leben
Christian Serratos begann im Alter von sieben Jahren zu modeln. Ihre erste Filmrolle hatte sie 2004 in dem Kurzfilm Mrs. Marshall, wo sie Jillian Marshall spielte. In der Fernsehserie Neds ultimativer Schulwahnsinn verkörpert sie die beliebte Suzie Crabgrass. Des Weiteren hatte Serratos kleine Auftritte in Hannah Montana, Eine himmlische Familie und Zoey 101. 2006 wirkte Serratos in dem Fernsehfilm Partygirls auf Mission mit. Im Herbst 2007 war sie auf ABC in der Serie Miss/Guided zu sehen, wo sie eine Cheerleaderin namens Zoey verkörperte. 2008 übernahm sie die Rolle der Angela Weber in dem Film Twilight – Biss zum Morgengrauen nach dem gleichnamigen Roman von Stephenie Meyer. 2009 ließ sie sich für PETA nackt fotografieren. In den drei Fortsetzungen zu Twilight, New Moon – Biss zur Mittagsstunde, Eclipse – Biss zum Abendrot und Breaking Dawn – Biss zum Ende der Nacht, Teil 1, nahm sie ihre Rolle als Angela Weber wieder auf. Ebenso spielte sie von 2011 bis 2012 eine wiederkehrende Gastrolle in der Jugendserie The Secret Life of the American Teenager. Von 2014 bis 2022 verkörperte sie Rosita Espinosa in der Horrorserie The Walking Dead.

## Filmografie (Auswahl)
- 2004: Mrs. Marshall
- 2004–2007: Neds ultimativer Schulwahnsinn (Ned’s Declassified School Survival Guide, Fernsehserie)
- 2005: Zoey 101 (Fernsehserie)
- 2006: Eine himmlische Familie (7th Heaven, Fernsehserie)
- 2006: Partygirls auf Mission (Cow Bells)
- 2007: Hannah Montana (Fernsehserie)
- 2007: Miss / Guided (Fernsehserie)
- 2008: Twilight – Biss zum Morgengrauen (Twilight)
- 2009: New Moon – Biss zur Mittagsstunde (The Twilight Saga: New Moon)
- 2010: Eclipse – Biss zum Abendrot (The Twilight Saga: Eclipse)
- 2011: American Horror Story (American Horror Story, Fernsehserie)
- 2011: Breaking Dawn – Biss zum Ende der Nacht, Teil 1 (The Twilight Saga: Breaking Dawn – Part 1)
- 2011–2012: The Secret Life of the American Teenager (Fernsehserie)
- 2013: Lip Service
- 2014–2022: The Walking Dead (Fernsehserie, 94 Episoden)
- 2014: Flug 7500 – Sie sind nicht allein (Flight 7500)
- 2020: Selena: Die Serie (Selena: The Series, Fernsehserie)
- 2022: Love, Death & Robots (Fernsehserie, Episode 3x08)